# Western Grove
Western Grove est un village situé dans l’État américain de l'Arkansas, dans le comté de Newton.